# Ben Crompton

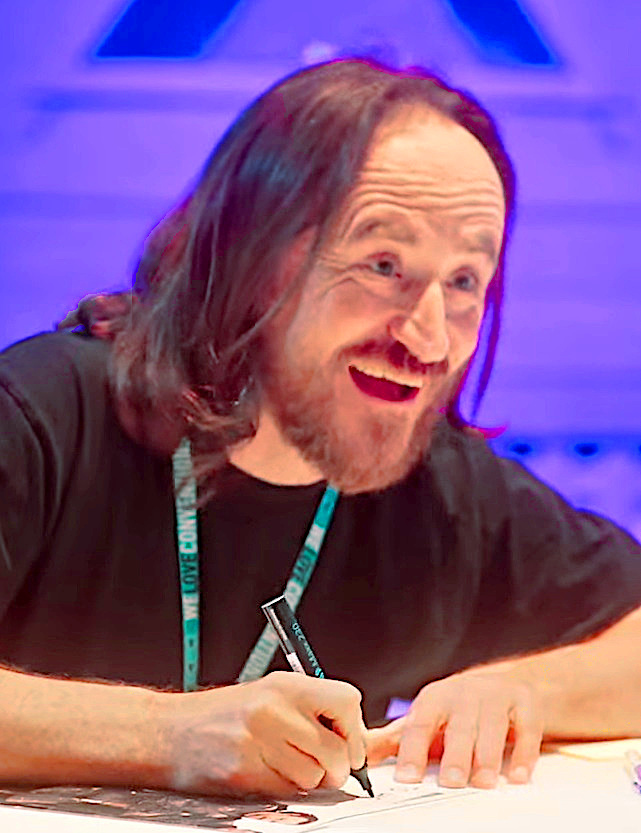
Ben Crompton - GFCC Babelsberg 2024

Ben Crompton (1974) es un actor británico, conocido por su papel de Eddison Tollett en la serie Game of Thrones.

## Carrera
Crompton apareció en la película de 2002 All or Nothing, la serie Clocking Off, y la película Housewife, 49. Hizo el papel de Ewan en 102 dálmatas. Encarnó a Colin en la serie Ideal, y a Keith en Pramface desde 2012 a 2014. En 2011 tuvo el papel de William Nutt en la película The Suspicions of Mr Whicher. En 2012, apareció en la película Blood.
Entre 2012 y 2019 tuvo el papel recurrente de Eddison Tollett en la serie Game of Thrones.
En 2014 apareció como un agente de policía en el segundo episodio de la octava temporada de Doctor Who, "Into the Dalek", y como Mr. Bagwell en The Great Fire.
En 2016 apareció en el videoclip "Old Skool" de la banda de música electrónica Metronomy.

## Filmografía
| Año       | Título                                                      | Rol                | Notas                                 |
| --------- | ----------------------------------------------------------- | ------------------ | ------------------------------------- |
| 1996      | The Thin Blue Line                                          | Protester          | Episodio: «Road Rage»                 |
| 1998      | The Life and Crimes of William Palmer                       | Charles Newton     |                                       |
| 1998      | City Central                                                | Kevin Hadley       | Episodio: «Parallel Lines»            |
| 1998      | Dalziel and Pascoe                                          | Olly               | Episodio: «The Wood Beyond»           |
| 1998      | Norman Ormal: A Very Political Turtle                       | Liam Gallagher     |                                       |
| 1999      | Butterfly Collectors                                        | Billy Johnson      |                                       |
| 1999      | Love in the 21st Century                                    | Spencer            |                                       |
| 1999      | All the King's Men                                          | Private Davy Croft |                                       |
| 1999      | Doomwatch: Winter Angel                                     | Ewan McAllister    |                                       |
| 2000      | North Square                                                | Greaterix          | Episodio: «Winning and Losing»        |
| 2002      | Silent Witness                                              | Jamie Irons        | Episodio: «Kith and Kill»             |
| 2001–2003 | Clocking Off                                                | Barney Watson      | 19 Episodios                          |
| 2003      | The Mayor of Casterbridge                                   | Abel Whittle       |                                       |
| 2003      | Sweet Medicine                                              | Ian                | Episodio: Series 1, Episodio 5        |
| 2004      | Norte & Sur                                                 | Inspector Mason    | Episodio: Series 1, Episodio 3        |
| 2005–2011 | Ideal                                                       | Colin              | 39 Episodios                          |
| 2005      | New Tricks                                                  | Paul               | Episodio: «Trust Me»                  |
| 2005      | Heartbeat                                                   | Matt Cartwright    | Episodio: «Family Ties»               |
| 2005      | ShakespeaRe-Told                                            | Snug               | Episodio: «A Midsummer Night's Dream» |
| 2005      | The Slavery Business: How to Make a Million from Slavery    | Hodge              |                                       |
| 2005–2007 | Man Stroke Woman                                            | Various characters | 12 Episodios                          |
| 2006      | The Outsiders                                               | Claude Truffaut    |                                       |
| 2006      | Housewife, 49                                               | Arthur Last        |                                       |
| 2008      | Midsomer Murders                                            | Spud               | Episodio: «Left for Dead»             |
| 2008      | Caught in a Trap                                            | Steve Campbell     |                                       |
| 2009      | Collision                                                   | Harry Canwell      |                                       |
| 2010      | Terry Pratchett's Going Postal                              | Mad Al             |                                       |
| 2011      | The Sinking of the Laconia                                  | Harry Townes       |                                       |
| 2011      | The Suspicions of Mr Whicher: The Murder at Road Hill House | William Nutt       |                                       |
| 2012–2014 | Pramface                                                    | Keith Prince       | 17 Episodios                          |
| 2012–2019 | Game of Thrones                                             | Eddison Tollett    | 34 Episodios                          |
| 2012      | Hit and Miss                                                | Liam               | 6 Episodios                           |
| 2014      | Doctor Who                                                  | Ross               | Episodio: «Dentro del Dalek»          |
| 2014      | The Great Fire                                              | Mr. Bagwell        |                                       |
| 2016      | Comedy Playhouse                                            | Sid                | Episodio: «Broken Biscuits»           |
| 2017–2018 | Strike                                                      | Shanker            | 3 Episodios                           |
| 2017      | Zapped                                                      | Jones the Anvil    | Episodio: «The Trial»                 |
| 2017      | Motherland                                                  | Animal man         | Episodio: «The Birthday Party»        |
| 2018      | Vera                                                        | Jason Glenn        | Episodio: «Home»                      |
| 2018      | Marcella                                                    | Cole               | 2 Episodios                           |

| Año  | Película                       | Rol                 | Director                  | Notas        |
| ---- | ------------------------------ | ------------------- | ------------------------- | ------------ |
| 1998 | Los miserables                 | Grantier            | Bille August              |              |
| 1998 | Romeo Thinks Again             | Kevin               | Matthew Parkhill          | Cortometraje |
| 2000 | 102 dálmatas                   | Ewan                | Kevin Lima                |              |
| 2001 | Blow Dry                       | Saul                | Paddy Breathnach          |              |
| 2002 | All or Nothing                 | Craig               | Mike Leigh                |              |
| 2004 | Nits                           | Dad                 | Harry Wootliff            | Cortometraje |
| 2005 | Piccadilly Jim                 | Young Butler #2     | John McKay                |              |
| 2005 | Pitch Perfect                  | Bob                 | J Blakeson                | Cortometraje |
| 2008 | Ripple                         | Martin              | Paul Gowers               | Cortometraje |
| 2009 | The Appointment                | Danny               | J Blakeson                | Cortometraje |
| 2009 | Nativity!                      | Parent              | Debbie Isitt              |              |
| 2009 | Radio Mania: An Abandoned Work | Martian X           | Iain Forsyth Jane Pollard | Cortometraje |
| 2009 | King Jeff                      | King Mike           | Phil Dale                 | Cortometraje |
| 2010 | The Balloon                    | Jimmy               | Tom Whitemore             | Cortometraje |
| 2011 | Kill List                      | Justin              | Ben Wheatley              |              |
| 2012 | Blood                          | Jason Buliegh       | Nick Murphy               |              |
| 2014 | Before I Go to Sleep           | Warehouse Caretaker | Rowan Joffé               |              |
| 2018 | Peterloo                       | Tuke, The Painter   | Mike Leigh                |              |
| 2020 | Rebecca                        | Ben                 | Ben Wheatley              |              |